# Планина Сенћинг
Планина Сенћинг (кин: 三清山) је позната света планина таоизма која се налази 40 км северно од округа Јушан у провинцији Ђангси, у Кини. Сенћинг на кинеском значи „Три чиста“, јер се на планини налазе три главна врха: Јуђинг, Јушуи и Јухуа, који представљају таоистичко тројство.
Међу три врха највиши је врх Јуђинг (1817 метара надморске висине).
Планину карактерише концентрација фантастично обликованих стубова и врхова: 48 гранитних врхова и 89 гранитних стубова, од којих многи подсећају на људске или животињске силуете.
Планина Сенћинг класификована је као национални парк Кине. То је чувено туристичко место, као и склониште за животиње и биљке. Садржи више од 2300 врста биљака и 400 врста кичмењака. Подручје је подложно комбинацији субтропских монсунских и поморских утицаја и чини острво умерене шуме изнад околног суптропског пејзажа. Такође садржи шуме и бројне водопаде, од којих су неки високи 60 метара, језера и изворе.
Укупна површина планине Сенћинг је 229 км². Национални парк постао је 2005, а УНЕСКО-ово светско наслеђе 2008.

## Галерија
- Мапа планине
- Жичара
- Дрво бора на врху планине
- Сенћинг храм
- Стена змија
- Стена змија
- Посетиоци на планини
- Јужне падине у магли
- Јужне падине у магли
- Излазак сунца на планини